# Wilhelm Fabricius (Diplomat, 1882)

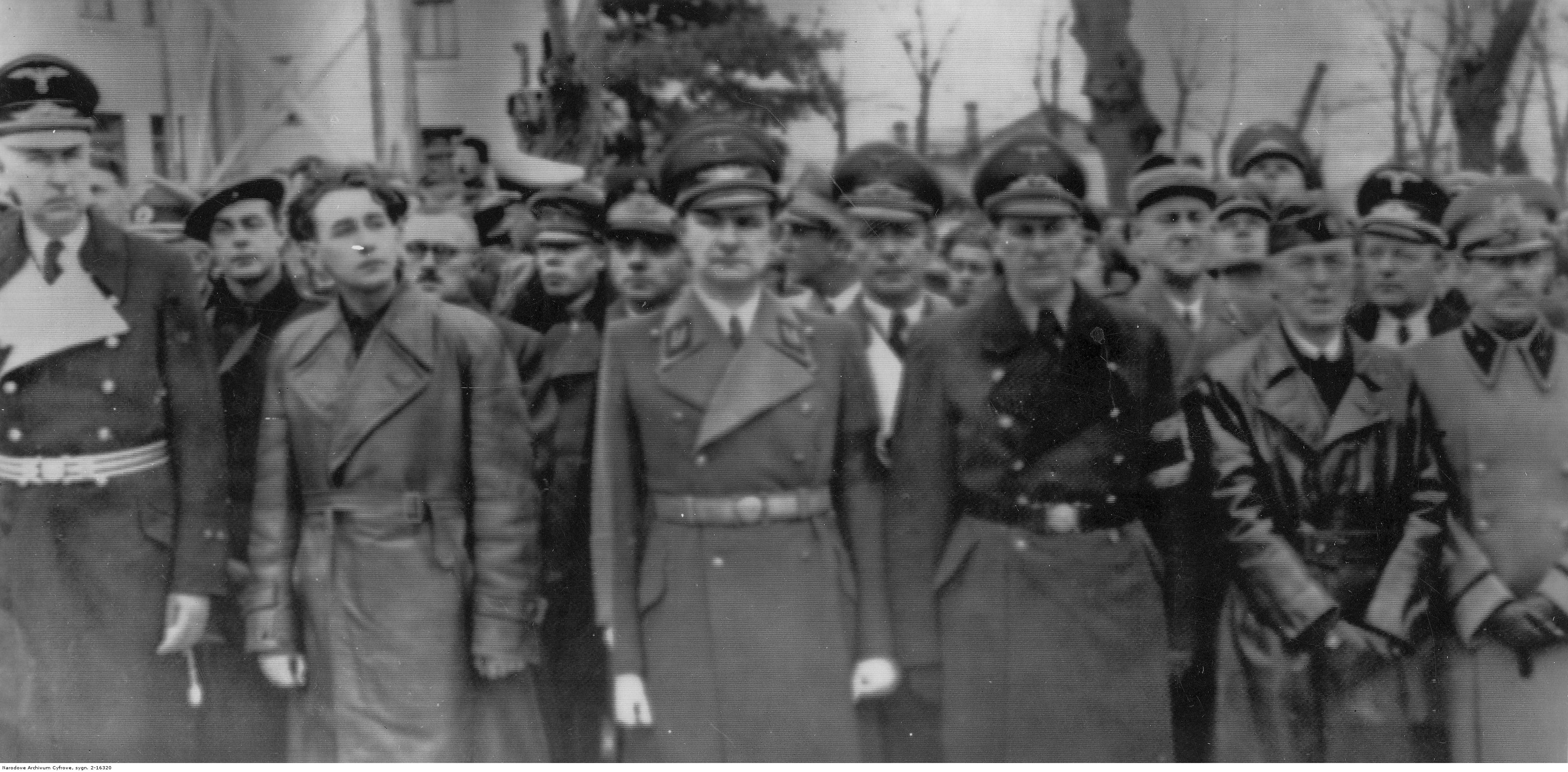
Fabricius (links) 1940 in Rumänien bei der Beerdigung von Corneliu Codreanu

Wilhelm August Julius Fabricius (geboren 20. Juni 1882 in Oppenheim; gestorben 9. März 1964 in Holz (Bad Wiessee)) war ein deutscher Diplomat in der Zeit des Nationalsozialismus. Während seiner Zeit als Gesandter in Bukarest zwischen den Jahren 1936 and 1940 war er an den deutsch-rumänischen Beziehungen entscheidend beteiligt und bereitete die Deutsche Heeresmission in Rumänien sowie den Zweiten Wiener Schiedsspruch mit vor.

## Leben
Der Sohn des hessischen Oberlandesgerichtsrats August Fabricius und der Emilie, geb. Trenca-Vulliemin besuchte das Gymnasium in Mainz und studierte von 1902 bis 1905 Rechtswissenschaften in Freiburg im Breisgau, Berlin und Gießen. Während seines Studiums wurde er Mitglied der Akademischen Verbindung Zaringia Freiburg. Seit 1906 war er im Großherzoglich-hessischen Justiz- und Verwaltungsdienst als Assessor beschäftigt und promovierte 1908 zum Dr. jur.
Fabricius wurde nach Sprachstudien im April 1910 in den Auswärtigen Dienst berufen. Seine ersten Stationen waren Kairo (1912–1914) und Konstantinopel (1914–1918), nach Ende des Ersten Weltkriegs wurde er Vizekonsul in Zürich (1918–1920). Er war seit 1917 mit Martha Jenke verheiratet und hatte mit ihr drei Kinder. Ab 1921 war er in Saloniki eingesetzt und von 1925 und 1936 in Konstantinopel und Ankara. Am 23. April 1936 übernahm er in Bukarest die Geschäfte als Gesandter in Rumänien. Zum 1. April 1937 trat er der NSDAP bei (Mitgliedsnummer 3.504.961). Am Zweiten Wiener Schiedsspruch am 30. August 1940, durch den Ungarn die Vorkriegsgrenzen zu Rumänien zum Teil wiederherstellen und Nordsiebenbürgen eingliedern konnte, war er direkt beteiligt. Seine Abberufung als Gesandter am 13. Dezember 1940 erfolgte für ihn ohne sein Vorwissen. Zwar führte er noch bis zum 24. Januar 1941 die Gesandtschaft und begleitete den rumänischen Ministerpräsidenten Ion Antonescu am 14. Januar 1941 nach Deutschland, doch auf dem Berghof wohnte statt seiner bereits sein Nachfolger, der SA-Obergruppenführer Manfred von Killinger, der Besprechung zwischen Adolf Hitler und Antonescu  bei.
Bis Kriegsende war er noch vier Jahre im Auswärtigen Amt in Berlin als Gesandter I. Klasse in der Handelspolitischen Abteilung für Südosteuropa zuständig.
Beim Nürnberger Prozess gegen die Hauptkriegsverbrecher wurde er von Martin Horn, dem Verteidiger des Außenministers Joachim von Ribbentrop, als Zeuge der Verteidigung benannt. Er wurde aber nicht vorgeladen. Auch beim Wilhelmstraßen-Prozess gegen seinen ehemaligen Staatssekretär Ernst von Weizsäcker und sieben weitere Diplomaten des Auswärtigen Amtes spielte er keine Rolle. Über Fabricius’ Entnazifizierung ist nichts bekannt.

## Schriften
- Sind Verkehrshypothek und Sicherungshypothek des Bürgerlichen Gesetzbuchs „akzessorische Rechte“? G. Otto, Darmstadt, 1908. Gießen, (Jur. Fak., Ref. Biermann, Diss. v. 27. Mai 1908.)